# 永治街道
永治街道，是中华人民共和国黑龙江省哈尔滨市双城区下辖的一个街道办事处。
2015年3月撤销双城镇，分设承旭、承恩、永治、永和4个街道。

## 行政区划
永治街道下辖以下地区：
永治社区、万家村、长产村、中兴村和永治村。